# أديداس جابولاني

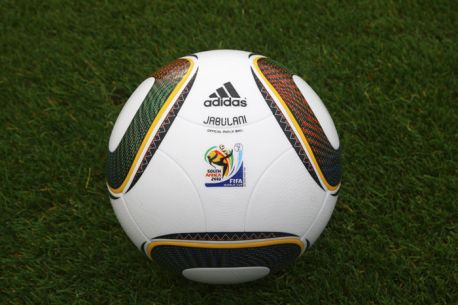
الكرة الرسمية لبطولة كأس العالم 2010 في جنوب أفريقيا

أديداس جابولاني (معناها باللغة العربية لنتحفل) هي إصدارة من كرات القدم من إنتاج شركة أديداس للأقمشة الرياضية في ألمانيا. صُمِّمت كرة جابولاني في جامعة لوبورو في المملكة المتحدة، وقد أعلن عنها رسمياً في كيب تاون.
استخدمت هذه الكرة لأول مرة في كأس العالم للأندية في دولة الإمارات العربية المتحدة بشهر ديسمبر سنة 2009م، وذلك لكي تتاح الفرصة ليجرّبها اللاعبون في مباريات حقيقة. وذلك قبل أن تختار الكرة الرسمية لكأس العالم عام 2010.
انتقد الكثير من لاعبي كأس العالم كرة جابولاني، وخصوصاً حراس المرمى، إذ اشتكوا من صعوبة توقُّع مسار حركتها للتمكُّن من صدها, منهم حارس مرمى المنتخب الإسباني كاسياس. وكان من الأسباب أنه ليس من السهل الإمساك بالكرة، فأحياناً يتمكن الحارس من الإمساك بها إلا أنَّها تفلت من بيد يديه إلى المرمى، وقد تسدد باتجاهاتٍ غريبة يصعب على الحراس توقعها مسبقاً.